# Landkreis Landsberg am Lech
Landkreis Landsberg am Lech is een district (Landkreis) in de Duitse deelstaat Beieren. De Landkreis telt 121.019 inwoners (31 december 2020) op een oppervlakte van 804,49 km². Kreisstadt is de gelijknamige stad.

## Steden en gemeenten

Kaart van de Landkreis

De volgende steden en gemeenten liggen in het district (Inwoners op 30-09-2006):
| Steden 1. Landsberg am Lech (27.142) Markt 1. Dießen a.Ammersee (10.031) Verwaltungsgemeinschaften 1. Fuchstal (Gemeenten Fuchstal en Unterdießen) 2. Igling (Gemeenten Hurlach, Igling en Obermeitingen) 3. Prittriching (Gemeenten Prittriching en Scheuring) 4. Pürgen (Gemeenten Pürgen, Hofstetten en Schwifting) 5. Reichling (Gemeenten Apfeldorf, Kinsau, Reichling, Rott, Thaining en Vilgertshofen) 6. Schondorf a.Ammersee (Gemeenten Eching a.Ammersee, Greifenberg en Schondorf a.Ammersee) 7. Windach (Gemeenten Eresing, Finning en Windach) Gemeentevrij gebied 1. Ammersee (47,42 km²) | Gemeenten 1. Apfeldorf (1.076) 2. Denklingen (2.471) 3. Eching a.Ammersee (1.662) 4. Egling a.d.Paar (2.220) 5. Eresing (1.741) 6. Finning (1.681) 7. Fuchstal (3.382) 8. Geltendorf (5.610) 9. Greifenberg (2.048) 10. Hofstetten (1.780) 11. Hurlach (1.568) 12. Igling (2.396) 13. Kaufering (9.886) 14. Kinsau (973) 15. Obermeitingen (1.560) 16. Penzing (3.704) 17. Prittriching (2.395) 18. Pürgen (3.149) 19. Reichling (1.653) 20. Rott (1.507) 21. Scheuring (1.814) 22. Schondorf a.Ammersee (3.918) 23. Schwifting (868) 24. Thaining (922) 25. Unterdießen (1.343) 26. Utting a.Ammersee (4.013) 27. Vilgertshofen (2.484) 28. Weil (3.666) 29. Windach (3.604) |

Aichach-Friedberg · Altötting · Amberg · Amberg-Sulzbach · Ansbach (stad) · Landkreis Ansbach · Aschaffenburg (stad) · Landkreis Aschaffenburg · Augsburg (stad) · Landkreis Augsburg · Bad Kissingen · Bad Tölz-Wolfratshausen · Bamberg (stad) · Landkreis Bamberg · Bayreuth (stad) · Landkreis Bayreuth · Berchtesgadener Land · Cham · Coburg (stad) · Landkreis Coburg · Dachau · Deggendorf · Dillingen an der Donau · Dingolfing Landau · Donau-Ries · Ebersberg · Eichstätt · Erding · Erlangen · Erlangen-Höchstadt · Forchheim · Freising · Feyung-Grafenau · Fürstenfeldbruck · Fürth (stad) · Landkreis Fürth · Garmisch-Partenkirchen · Günzburg · Haßberge · Hof (stad) · Landkreis Hof · Ingolstadt · Kaufbeuren · Kelheim · Kempten im Allgäu · Kitzingen · Kronach · Kulmbach · Landsberg am Lech · Landshut (stad) · Landkreis Landshut · Lichtenfels · Lindau · Main-Spessart · Memmingen · Miesbach · Miltenberg · Mühldorf am Inn · München · Landkreis München · Neuburg-Schrobenhausen · Neumarkt in der Oberpfalz · Neurenberg · Neustadt an der Aisch-Bad Windsheim · Neustadt an der Waldnaab · Neu-Ulm · Nürnberger Land · Oberallgäu · Ostallgäu · Passau (stad) · Landkreis Passau · Pfaffenhofen an der Ilm · Regen · Regensburg (stad) · Landkreis Regensburg · Rhön-Grabfeld · Rosenheim (stad) · Landkreis Rosenheim · Roth · Rottal-Inn · Schwabach · Schwandorf · Schweinfurt (stad) · Landkreis Schweinfurt · Starnberg · Straubing · Straubing-Bogen · Tirschenreuth · Traunstein · Unterallgäu · Weiden in der Oberpfalz · Weilheim-Schongau · Weißenburg-Gunzenhausen · Wunsiedel im Fichtelgebirge · Würzburg (stad) · Landkreis Würzburg
Apfeldorf ·
Denklingen ·
Dießen a.Ammersee ·
Eching a.Ammersee ·
Egling a.d.Paar ·
Eresing ·
Finning ·
Fuchstal ·
Geltendorf ·
Greifenberg ·
Hofstetten ·
Hurlach ·
Igling ·
Kaufering ·
Kinsau ·
Landsberg a.Lech ·
Obermeitingen ·
Penzing ·
Prittriching ·
Pürgen ·
Reichling ·
Rott ·
Scheuring ·
Schondorf a.Ammersee ·
Schwifting ·
Thaining ·
Unterdießen ·
Utting a.Ammersee ·
Vilgertshofen ·
Weil ·
Windach